# Les Secrets de l'immortel Nicolas Flamel : Le Magicien

Le Magicien (The Magician) est le deuxième tome de la série Les Secrets de l'immortel Nicolas Flamel. Il a été écrit par l'auteur irlandais Michael Scott en 2008, puis traduit par Frédérique Fraisse. Il a été publié en édition originale par la maison d'édition new-yorkaise Delacorte Press.

## Résumé
Ce deuxième tome se déroule sur deux jours, les 2 et 3 juin. L'année des évènements n'est pas précisée.  
Sophie et Josh Newman - des jumeaux de 15 ans - sont à Paris avec l'alchimiste Nicolas Flamel et son amie Scathach. Ils affrontent maintenant Nicolas Machiavel et son collègue, mais aussi leur rival, John Dee, qui travaillent tous les deux pour les Ténébreux. Machiavel complote pour capturer les jumeaux et Flamel ainsi que les pages manquantes du Codex - ou Livre d'Abraham le Juif - avant que Dee puisse arriver en France de San Francisco. Les jumeaux recherchent un ami et un élève de Nicolas, le comte de Saint-Germain, qui apprend à Sophie à utiliser la magie élémentaire du Feu. L'épouse de Saint-Germain, Jeanne d'Arc, aide Sophie à apprendre à contrôler son aura et à trier les souvenirs de la sorcière d'Endor des siens. Josh reçoit l'épée de pierre légendaire Clarent, lame jumelle d'Excalibur, de Nicolas. Clarent est une ancienne épée élémentaire de feu. Josh, Jeanne et Scathach rencontrent trois Dises, plus communément appelés Valkyries. Les Dises sont d'anciennes ennemies de Scathach et invoquent Nidhogg, le dévoreur d'âmes, un monstre féroce autrefois pris au piège dans les racines d'Yggdrasil - l'Arbre Monde. Le monstre a été libéré après que Dee eut détruit Yggdrasil. Il attaque Scathach mais ne parvient pas à la tuer. Au lieu de cela, il la capture dans ses griffes, mais s'enfuit avec elle lorsque l'ancienne épée Clarent, brandie par Josh, le blesse. Pendant ce temps, la femme de Nicolas, Pernelle Flamel, qui avait été capturée, est emmenée à Alcatraz en tant que prisonnière.  
Pendant que Josh combat Nidhogg, Jeanne d'Arc et Sophie sont occupées à combattre deux des Dises. Après une longue bataille, Sophie parvient à geler les deux dans un iceberg. Ils poursuivent Nidhogg. Alors que le monstre s'enfuit, Dee, Machiavel et Dagon (l'assistant de Machiavel), qui regardent, expriment leurs remords face à l'échec des Dises. Machiavel permet alors à Dagon de poursuivre Nidhogg et de tuer Scathach si la bête ne le fait pas. Le monstre s'échappe dans les rues de Paris, laissant une trace de destruction dans son sillage. L'une des trois Dises, ainsi que Josh (qui essaie toujours de sauver Scathach) le suivent. Ils arrivent sur les bords de la Seine et, avec l'aide de Dee, Josh parvient à vaincre la Dise et à s'échapper. Il part ensuite avec Dee et Machiavel. Sophie, Jeanne et Nicolas arrivent et battent la Dises et Nidhogg. Le groupe parle à Scathach lorsque Dagon saute hors de la rivière et la ramène avec lui. Elle n'est pas vue pour le reste du livre.
Sur Alcatraz, Pernelle est aidée par le fantôme de Juan Manuel de Ayala, un marin espagnol. Elle explore Alcatraz et trouve d'anciens monstres dans les cellules. Elle est attaquée par Morrigan, Dee ayant ordonné sa mort. Sous terre, Pernelle rencontre Areop-Enap, l'Aîné araignée. L'Aîné lui explique que Dee ne pouvait pas la tuer parce que d'autres Anciens enquêteraient. Ensemble, elles neutralisent Morrigan et ses milliers de corbeaux qui l'accompagnaient.
Sophie, Jeanne et Nicolas décident de poursuivre Josh et, en utilisant l'aura de Sophie, ils traquent Dee et ses camarades dans les catacombes de Paris. Là, la capacité magique de Josh est éveillée par Mars Ultor et il reçoit un "cadeau" spécial similaire à ce que Sophie a reçu de la sorcière d'Endor - Josh a maintenant les connaissances militaires de Mars. Lorsque Sophie, Josh et les autres échappent aux catacombes, Dee et Machiavel leur tendent un piège. Ils animent les gargouilles et les statues de Paris et leur ordonnent d'attaquer. Josh, Sophie, Saint-Germain et Jeanne d'Arc combinent leurs pouvoirs pour détruire les statues. Flamel et les jumeaux s'échappent via un train et se dirigent vers Londres. Pernelle est toujours bloquée sur Alcatraz et craint d'être recapturer.